# Seznam chráněných území v okrese Svitavy
Toto je seznam chráněných území v okrese Svitavy aktuální k roku 2015, ve kterém jsou uvedena chráněná území v oblasti okresu Svitavy.
| Kód  | Obrázek                                                                                                  | Typ  | Název                    | Rozloha (ha) | Galerie Commons                                                     | Popis území | Souřadnice                       |
| ---- | --- | ---- | ------------------------ | ------------ | ------------------------------------------------------------------- | --- | -------------------------------- |
|      | | PřP  | Bohdalov-Hartinkov       | 6 265        | Kategorie „Nature park Bohdalov-Hartinkov“ na Wikimedia Commons     | | 49°44′52″ s. š., 16°45′36″ v. d. |
| 1297 | Čtyři palice                                                                                             | PR   | Čtyři palice             | 37,25        | Kategorie „Čtyři palice“ na Wikimedia Commons                       | Skalní útvary jako význačné geomorfologické jevy a přirozené lesní ekosystémy na ně vázané. | 49°41′10″ s. š., 16°5′36″ v. d.  |
| 1882 | Popis obrazku                                                                                            | PR   | Damašek                  | 4,44         | Kategorie „Damašek (nature reserve)“ na Wikimedia Commons           | Ploché údolí Hlučálu s povrchovým zrašeliněním a typickou květenou | 49°43′6″ s. š., 16°7′38″ v. d.   |
| 2015 | | PR   | Dlouholoučské stráně     | 60,00        | Kategorie „Dlouholoučské stráně“ na Wikimedia Commons               | Opukové stráně s výskytem chráněných druhů rostlin a živočichů. | 49°42′30″ s. š., 16°38′35″ v. d. |
| 1361 | Vrch Třebovské hradisko (550 m, vlevo) s přírodní památkou Hradisko od jihovýchodu                       | PP   | Hradisko                 | 26,38        | Kategorie „Hradisko (natural monument)“ na Wikimedia Commons        | Přírodní dominanta území s dubohabrovými a bukovými porosty půdoochranné funkce. V bohatém bylinném patru roste řada vzácných a chráněných druhů rostlin.                                            | 49°46′6″ s. š., 16°40′56″ v. d.  |
| 6175 | vyhlídka Nad doly v severní části chráněného území                                                       | PR   | Hřebečovský les          | 74,05        | Kategorie „Hřebečovský les“ na Wikimedia Commons                    | Chasmofytická vegetace vápnitých skalnatých svahů, bučiny asociace Asperulo-Fagetum, lesy svazu Tilio-Acerion na svazích, sutích a v roklích                                                         | 49°45′37″ s. š., 16°34′53″ v. d. |
| 1685 | Králova zahrada                                                                                          | PR   | Králova zahrada          | 17,36        | Kategorie „Nature reserve Králova zahrada“ na Wikimedia Commons     | Zbytek smrkové a jasanové olšiny s bohatým výskytem bledule jarní | 49°50′18″ s. š., 16°27′45″ v. d. |
| 1502 | Maštale                                                                                                  | PR   | Maštale                  | 1 041        | Kategorie „Maštale“ na Wikimedia Commons                            | Charakteristické skalní útvary s převahou cenomanských pískovců a na nich zastoupených kulturních a reliktních boru.                                                                                 | 49°50′8″ s. š., 16°7′25″ v. d.   |
| 273  | Nedošínský háj od severu                                                                                 | PP   | Nedošínský háj           | 30,73        | Kategorie „Nedošínský háj“ na Wikimedia Commons                     | Parkově upravený smíšený porost, ptačí hnízdiště | 49°52′57″ s. š., 16°15′59″ v. d. |
| 1362 | bývalý lom v západní části chráněného území                                                              | PP   | Pod skálou               | 21,10        | Kategorie „Pod skálou (natural monument)“ na Wikimedia Commons      | Ochrana suťových bučin s bohatě zastoupeným tisem červeným. | 49°48′14″ s. š., 16°35′12″ v. d. |
| 1686 | Psí kuchyně                                                                                              | PR   | Psí kuchyně              | 116,53       | Kategorie „Psí kuchyně“ na Wikimedia Commons                        | Ochrana zachovalého ekotypu jedlových bučin charakteristických pro Třebovské mezihoří. | 49°50′44″ s. š., 16°26′40″ v. d. |
| 1981 | Bučina                                                                                                   | PR   | Rohová                   | 296,93       | Kategorie „Rohová“ na Wikimedia Commons                             | Ochrana zachovalých přirozených a polopřirozených porostů květnatých bučin a suťových lesů s výskytem řady chráněných a ohrožených druhů rostlin a živočichů a ojedinělého geomorfologického útvaru. | 49°43′20″ s. š., 16°35′10″ v. d. |
| 682  | | PP   | Rybenské Perničky        | 14,05        | Kategorie „Rybenské perničky“ na Wikimedia Commons                  | Význačný skalní útvar. | 49°42′38″ s. š., 16°6′54″ v. d.  |
| 6089 | Pohled na Rychnovský vrch od Mladějova na Moravě                                                         | PP   | Rychnovský vrch          | 341,44       | Kategorie „Rychnovský vrch (natural monument)“ na Wikimedia Commons | Cenné lesní a luční porosty | 49°49′50″ s. š., 16°39′36″ v. d. |
| 1688 | Sněženky ve Vysokém lese                                                                                 | PP   | Sněženky ve Vysokém lese | 2,21         | Kategorie „Sněženky ve Vysokém lese“ na Wikimedia Commons           | Lesní údolíčko s občasným potůčkem, lokalita sněženek | 49°45′28″ s. š., 16°18′33″ v. d. |
|      | Přírodní park Svratecká hornatina                                                                        | PřP  | Svratecká hornatina      | 37 089       | Kategorie „Svratecká hornatina“ na Wikimedia Commons                | | 49°23′45″ s. š., 16°8′7″ v. d.   |
| 5875 | Údolí Svitavy severně od Březové nad Svitavou, v pozadí stráně chráněné v rámci PP U Banínského viaduktu | PP   | U Banínského viaduktu    | 1,06         | Kategorie „U Banínského viaduktu“ na Wikimedia Commons              | Silně ohrožený druh střevíčník pantoflíček rostoucí v lesních porostech | 49°40′29″ s. š., 16°28′42″ v. d. |
|      | krajina v okolí Procházkova kopce jižně od Bystrého                                                      | PřP  | Údolí Křetínky           | 5 570        | Kategorie „Nature park Údolí Křetínky“ na Wikimedia Commons         | | 49°37′21″ s. š., 16°23′55″ v. d. |
| 479  | V bukách                                                                                                 | PP   | V bukách                 | 2,00         | Kategorie „V bukách“ na Wikimedia Commons                           | Přirozená bučina s bohatým podrostem | 49°44′51″ s. š., 16°18′25″ v. d. |
| 75   | Žďárské vrchy                                                                                            | CHKO | Žďárské vrchy            | 71 500       | Kategorie „Žďárské vrchy“ na Wikimedia Commons                      | | 49°39′9″ s. š., 16°1′3″ v. d.    |